# La represa
La represa fue una telenovela chilena producida y emitida por Televisión Nacional de Chile durante el primer semestre de 1984. Escrita por Silvia Gutiérrez y José Pineda, con la dirección de Ricardo Vicuña, bajo las órdenes ejecutivas de Sonia Fuchs.
Protagonizada por Malú Gatica y Luis Alarcón, con las participaciones estelares de Sonia Viveros, Alejandro Cohen, Bastián Bodenhöfer, Marcela Medel, José Soza y Anita Klesky. Con la participación especial de Alfredo Castro.
Reconocida por ser la primera producción dramática en utilizar efectos especiales.

## Argumento
La historia principal se desarrolla en el pueblo "Los Laureles", ubicado en la Región del Maule, cercano al pueblo de Colbún. Allí viven dos patrones de fundo: la respetada Misiá Felisa Echeñique (Malú Gatica) y el temido Roberto Betancourt (Luis Alarcón). La rivalidad entre ambos será el puntal de la teleserie. Betancourt, un patrón de fundo desalmado y sin escrúpulos, ambiciona unos terrenos propiedad de Misiá Felisa. Como ella se niega a vendérselos, Betancourt recurre a las más sucias artimañas para hacerle daño a la hacendada, como mandar a quemar uno de sus graneros.
La otra parte de la historia se desarrolla en Santiago, donde encontramos a Alberto Vergara (Alejandro Cohen) un ingeniero muy competente, pero arrogante, ególatra e interesado cuyo máximo objetivo es ascender de puesto en la constructora donde trabaja. Silvia (Sonia Viveros) es su joven esposa, doctora honesta y dedicada que constantemente discute con su marido debido a sus reproches y su actitud egoísta, y a la poca consideración hacia ella al tratarla como si fuera su esclava.
La empresa constructora donde trabaja Alberto será la encargada de proyectar y construir una represa en Los Laureles. Dicho proyecto divide al pueblo entre quienes se le oponen y entre quienes lo aprueban, entre ellos Betancourt, que aprovechará la situación como un motivo más para continuar molestando a Misiá Felisa; aunque en realidad, los conflictos entre ellos tienen un trasfondo mucho más oscuro y profundo del que aparentan.
La teleserie también muestra la vida cotidiana de humildes y esforzados trabajadores chilenos, como los fieles empleados de Misiá Felisa, Mercedes (Luz Jiménez), Pedro (Pedro Villagra) y Tencha (Loreto Valenzuela), o Rita (Lucy Salgado), la viuda dueña de la residencial del pueblo; así como los jóvenes Johnny (Claudio Reyes), hijo de Rita quien aspira a convertirse en futbolista; y Janet (Fedora Kliwadenko) la hija del farmacéutico del pueblo quien tendrá que soportar los acosos de Betancourt, que está obsesionado con ella.

## Elenco
- Malú Gatica como Felisa Echeñique.
- Luis Alarcón como Roberto Betancourt.
- Sonia Viveros como Silvia Espinoza.
- Alejandro Cohen como Alberto Vergara.
- Fedora Kliwadenko como Janet Sandoval.
- Alfredo Castro como Samuel Gómez.
- Marcela Medel como Cristina Poblete.
- Bastián Bodenhöfer como Marcelo Álvarez.
- Anita Klesky como Elvira de Sandoval.
- Lucy Salgado como Rita Sánchez.
- Ana Reeves como Lucinda "Lucy" Veler.
- Rolando Valenzuela como Héctor "Tito" Molina.
- Roxana Campos como Rossy / Berta Sepúlveda.
- Nelson Brodt como Luis "Lucho" González.
- Mónica Carrasco como Viviana Burgos.
- Claudio Reyes como Juan "Johnny" Cereceda Sánchez.
- Loreto Valenzuela como Hortensia "Tencha" Jara.
- Archibaldo Larenas como Agustín Sandoval.
- Violeta Vidaurre como Rebeca Betancourt.
- José Soza como Avelino Leiva.
- Luz Jiménez como Mercedes Loyola.
- Pedro Villagra como Pedro Parra.
- Óscar Hernández como Antonio Gutiérrez.
- Juan Carlos Bistoto como Dr. Gustavo Aguirre.
- Aldo Bernales como Jovino Vásquez.
- Ximena Vidal como Ana María Salas.
- Tomás Vidiella como Fernando Varas.
- Jorge Cisternas como  Eduardo Cortés.
- Carlos Matamala como Enrique Goycolea.
- Pancho González como Anselmo Céspedes.
- Sergio Madrid como Martín Guzmán.
- Carmen Disa Gutiérrez como Rosalía Sepúlveda.
- Hernán Vallejo como Julio César Uribe.
- Sergio Aguirre como Rafael Poblete.
- Paz Irarrázabal como Olga vda. de Espinoza.
- Rafael Benavente como Padre Miguel.
- Pilar Cox como Cecilia.
- Jaime Azócar como Sergio.
- Gloria Laso como Blanca Suárez.
- Alex Zisis como Gerardo Pérez.
- Héctor Aguilar como Segundo.
- Carolina Arregui como Mónica.
- Tito Bustamante como Mardones.

- Samuel Villarroel como David Carrasco.
- Liliana Ross como Soledad / Teresa Fuenzalida.
- Patricio Strahovsky como Padre Francisco.
- Claudia Echeñique como Susana Bolton.
- Myriam Palacios como Auristela Novoa.
- Patricia Larraguibel como Rosario.
- Alberto Chacón como Norberto Díaz.
- Pina Brandt como Lourdes.
- Víctor Mix como Modesto.
- Mario Gatica como Sr. Rebolledo
- Silvia Novak como Enfermera que atiende a Viviana.
- Greta Nilsson como Compañera de habitación de Viviana en el hospital.
- Jorge Araneda como Periodista.
- Juan Pablo Aliaga como Matías Vergara Espinoza.
- Tito Mery como Carlos Ortúzar.
- Eduardo Naveda como Benito.
- Mario Montilles como Director Lorca.
- Maruja Cifuentes como Doña Ernestina.
- Armando Fenoglio como Abogado Monardes.
- César Abu-Eid como Sr. Ibáñez
- Raúl Palma como Héctor Fuentes.
- Cora Díaz como Clara.
- Fernando Farías como Director del hospital.
- Rubén Darío Guevara como Obispo de Peñablanca.
- Hernán Prat como Julián.
- Héctor Leoz como Sr. Rojas
- Luis Wigdorsky como Dr. Alfonso Arancibia.
- Emilio García como Basoalto.
- Mirta González como Elba Céspedes.
- Andrés Rojas Murphy como Padre de Roberto y Rebeca.
- Edna Campbell como Fernanda Bolton.
- Herval Abreu como Notificador judicial.
- Roberto Espina como Gonzalo.
- Solange Lackington como Clienta de la farmacia.
- Magdalena Max-Neef como Paula.
- Elizabeth Hernández
- Sandro Larenas
- Blanca Lowe
- Carlos Alonso
- Inés Carrasco
- Luis Cornejo
- Julio Adrián Cortés
- Juan Corral
- Juan Cuevas
- Alicia Chevesich
- Renée Figueroa
- Verónica Fruns
- César Geisse
- Mario González
- Francisca Inostroza
- Omar López
- Carlos Alonso Mardones
- Carlos Molina
- Luis Montoya
- Carlos Osorio
- Inés Pino
- Héctor Ramírez
- Adrián Rivera
- Francisca Rosas
- Pilar Salgado
- Dorothee Süsskand como Sonia Rencoret Echeñique.
- Daniel Villalobos
- Óscar Zimmermann
- Rodolfo Herrera como Él mismo.
- Víctor Eduardo Alonso como Él mismo.

## Curiosidades
- En su año de estreno esta teleserie se emitía de lunes a sábado (en el fin de semana se emitía un breve resumen semanal para después dar paso a un capítulo de estreno).
- Retransmitida entre diciembre de 1986 y abril de 1987 en el mismo horario de 1984.
- La construcción de la Central Colbún-Machicura fue la que se usó en la teleserie. Los exteriores estaban grabados en el pueblo de El Monte, cerca de Melipilla.
- A partir del 15 de julio de 2017 TVN en su cuenta oficial de Youtube Teleseries&Series comenzó a subir los capítulos completos de la teleserie.